# آدام کریستمن
آدام کریستمن (انگلیسی: Adam Cristman؛ زادهٔ ۸ ژانویهٔ ۱۹۸۵) بازیکن فوتبال اهل ایالات متحده آمریکا است.
از باشگاه‌هایی که در آن بازی کرده‌است می‌توان به باشگاه فوتبال لس آنجلس گلکسی، باشگاه فوتبال دی‌سی یونایتد، باشگاه فوتبال اسپورتینگ کانزاس‌سیتی، و نیوانگلند رولوشن اشاره کرد.
وی همچنین در تیم‌های ملی فوتبال ایالات متحده آمریکا، و ایالات متحده آمریکا، بازی کرده‌است.